# Lira (ryba)
Lira (Callionymus lyra) – gatunek morskiej ryby okoniokształtnej z rodziny lirowatych (Callionymidae). 

## Występowanie
Zamieszkuje wody przybrzeżne wschodniego Atlantyku i Morza Śródziemnego.

## Charakterystyka
Barwna ryba o dwóch płetwach grzbietowych w kształcie jaskrawych żagli jachtu. Promienie pierwszej płetwy grzbietowej są wydłużone. Otwór gębowy mały, w położeniu końcowym. Dymorfizm płciowy jest wyraźnie zaznaczony w rozmiarach i ubarwieniu, zwłaszcza w okresie godowym. Samica jest mniejsza, przeważnie czerwonawobrązowa i ma krótsze płetwy. Samce są jasnożółte i mają wydłużony pysk. Ubarwienie osobników młodocianych jest zbliżone do ubarwienia samic.
Samiec osiąga do 30 cm długości, samica do 25 cm. Przeważnie spotykane są okazy o długości 15 cm.

## Znaczenie gospodarcze
Poławiana sporadycznie.